# Vzroki prve svetovne vojne
Identifikacija vzrokov za prvo svetovno vojno ostaja sporna. Prva svetovna vojna se je na Balkanu začela 28. julija 1914, bitke pa so se končale 11. novembra 1918, pri tem pa je umrlo 17 milijonov ljudi, 25 milijonov pa jih je bilo ranjenih.   
Raziskovalci poskušajo ugotoviti, zakaj sta si dve nasprotujoči si skupini sil (Nemško cesarstvo in Avstro-Ogrska proti Ruskemu cesarstvu, Franciji, Veliki Britaniji in pozneje Združenim državam Amerike) leta 1914 spopadli. Preučujejo dejavnike, kot so politična, teritorialna in gospodarska konkurenca; militarizem, zapletena mreža zavezništev in povezav; imperializem, rast nacionalizma; in vakuum moči, ki ga je povzročil razpad Osmanskega cesarstva. Drugi pomembni dolgoročni ali strukturni dejavniki, ki jih pogosto preučujejo, vključujejo nerešene ozemeljske spore, zaznan zlom evropskega ravnovesja moči, zapleteno upravljanje, oborožitvena tekmovanja v prejšnjih desetletjih in vojaško načrtovanje. 
Znanstveniki, ki raziskujejo kratkoročne analize in se osredotočajo na poletje 1914, se sprašujejo, ali je bilo mogoče konflikt preprečiti ali pa je bil zaradi globljih vzrokov izbruh neizogiben. Neposredni vzroki so bili v odločitvah državnikov in generalov med julijsko krizo, ki jo je sprožil atentat na avstrijskega nadvojvodo Franca Ferdinanda s strani nacionalista bosanskih Srbov Gavrila Principa, ki ga je podpirala nacionalistična organizacija v Srbiji. Kriza se je stopnjevala, ko so se spopadu med Avstro-Ogrsko in Srbijo pridružile njihove zaveznice Rusija, Nemčija, Francija ter na koncu Belgija in Velika Britanija. Drugi dejavniki, ki so se pojavili med diplomatsko krizo pred vojno, so vključevali napačne predstave o nameri (kot je bilo nemško prepričanje, da bo Velika Britanija ostala nevtralna), fatalizem, da je bila vojna neizogibna in hitrost krize, ki so jo poslabšale zamude in nesporazumi v diplomatskih komunikacijah.  
Kriza je sledila vrsti diplomatskih spopadov med velikimi silami (Italija, Francija, Nemčija, Združeno kraljestvo, Avstro-Ogrska in Rusija) zaradi evropskih in kolonialnih vprašanj v desetletjih pred letom 1914, zaradi katerih so bile napetosti visoke. Javne spopade je mogoče zaslediti v spremembah v razmerju moči v Evropi vse od leta 1867.
Konsenz o izvoru vojne ostaja nerešen, saj se zgodovinarji ne strinjajo glede ključnih dejavnikov in dajejo različen poudarek različnim dejavnikom. Temu so se pridružili tudi zgodovinski argumenti, ki se sčasoma spreminjajo, zlasti ko so na voljo tajni zgodovinski arhivi in ki so spremenili poglede in prepričanja zgodovinarjev. Največja delitev med zgodovinarji je med tistimi, ki vidijo Nemčijo in Avstro-Ogrsko, ki sta vodili dogodke, in tistimi, ki se osredotočajo na dinamiko moči med širšo skupino akterjev in dejavnikov. Sekundarne krivulje obstajajo med tistimi, ki verjamejo, da je Nemčija namerno načrtovala evropsko vojno, tistimi, ki verjamejo, da je bila vojna večinoma nenačrtovana, vendar jo je še vedno povzročila predvsem tveganje Nemčije in Avstro-Ogrske, in tistimi, ki verjamejo, da so nekatere ali vse druge sile (Rusija, Francija, Srbija, Združeno kraljestvo) imele pri povzročitvi vojne pomembnejšo vlogo, kot se uradno domneva.